# District de Malir
Le district de Malir (en ourdou : ضلع ملیر) est une subdivision administrative du sud de la province du Sind au Pakistan. Inclus au sein de la division de Karachi, il fait également partie de la mégapole de Karachi. Aboli en l'an 2000, le district a été rétabli en juillet 2011.
Le district compte près de deux millions d'habitants en 2017. Habité par une population mixte et surtout pauvre, il est touché par le crime organisé. On y trouve l'aéroport international Jinnah et il est un par ailleurs un fief du Parti du peuple pakistanais.

## Histoire
Malir est l'un des principaux quartiers de la mégapole de Karachi, plus grande ville du Pakistan. Il a existé en tant que district jusqu'en 2000, année où il est divisé en différents quartiers. Le 11 juillet 2011, les districts de la division de Karachi sont rétablis, y compris le district de Malir.

## Démographie

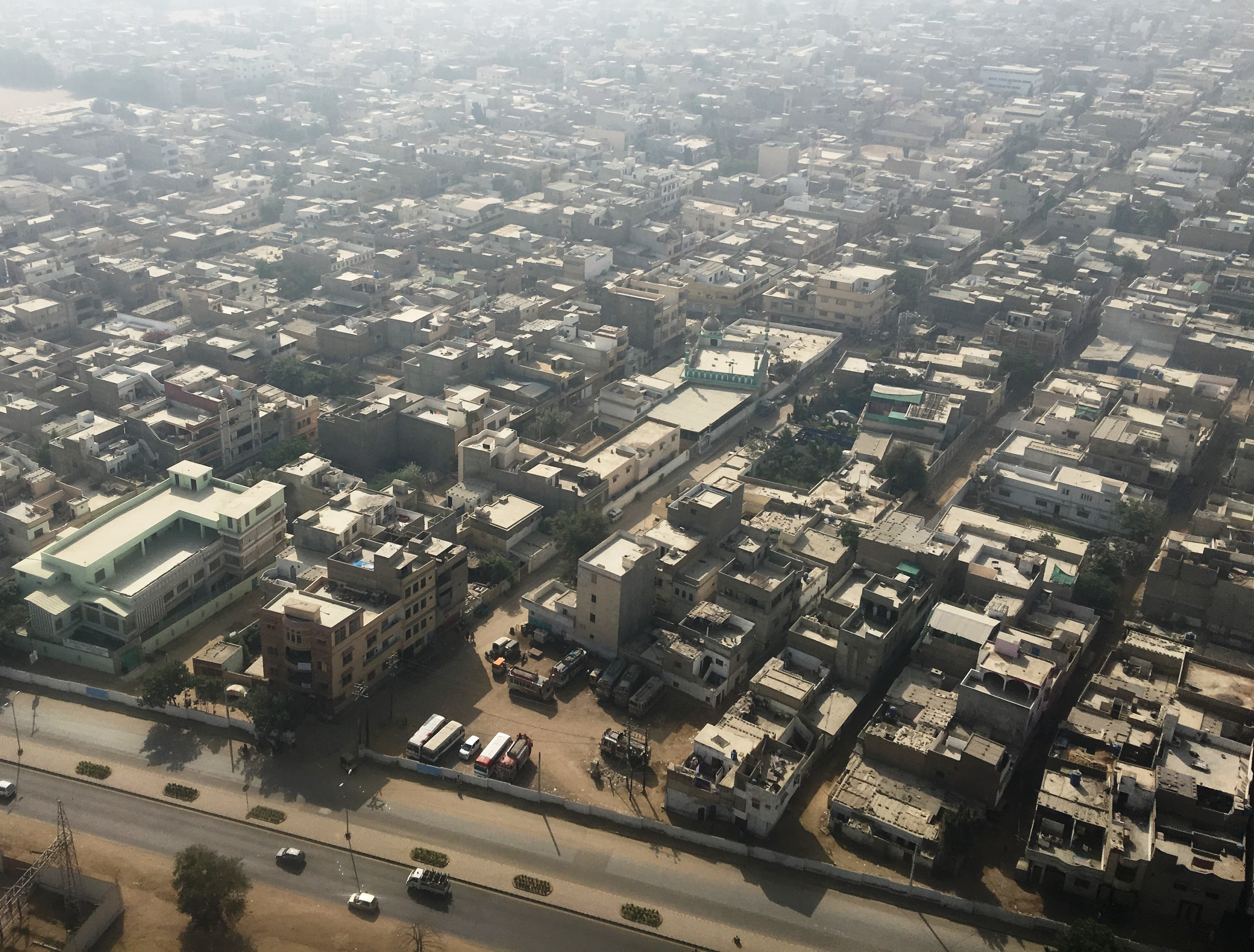
Vue aérienne de Malir.

Lors du recensement de 1998, la population des différents Union Councils inclus au sein de la zone urbaine de Malir, qui constitueront plus tard le district, a été évaluée à 976 193 personnes, dont environ 66 % d'urbains.
Le recensement suivant mené en 2017 pointe une population de 2 008 901 habitants, soit une croissance annuelle de 3,9 %, bien supérieure aux moyennes nationale et provinciale de 2,4 %. Le taux d'urbanisation baisse pour s'établir à 57 %.
Sur le plan ethnique, le district est particulièrement mixte à l'instar de la ville de Karachi. Il compte surtout de nombreux Sindis et Muhadjirs, mais aussi des Pachtounes et Baloutches. Près de 93 % de la population est musulmane (1998) alors que les hindous sont 4,5 %, les chrétiens 1 %, le reste étant surtout constitué de sikhs.

## Administration
Le district est divisé en huit tehsils (ou talukas) ainsi que 45 Union Councils.
| Tehsil                        | Population (rec. 2017) |
| ----------------------------- | ---------------------- |
| Aéroport international Jinnah | 100 743                |
| Bin Qasim                     | 247 141                |
| Gadap                         | 64 192                 |
| Ibrahim Hydri                 | 1 045 815              |
| Korangi Creek Cantonment      | 57 745                 |
| Malir Cantonment              | 139 052                |
| Murad Memon                   | 324 275                |
| Shah Mureed                   | 29 938                 |

## Économie et éducation

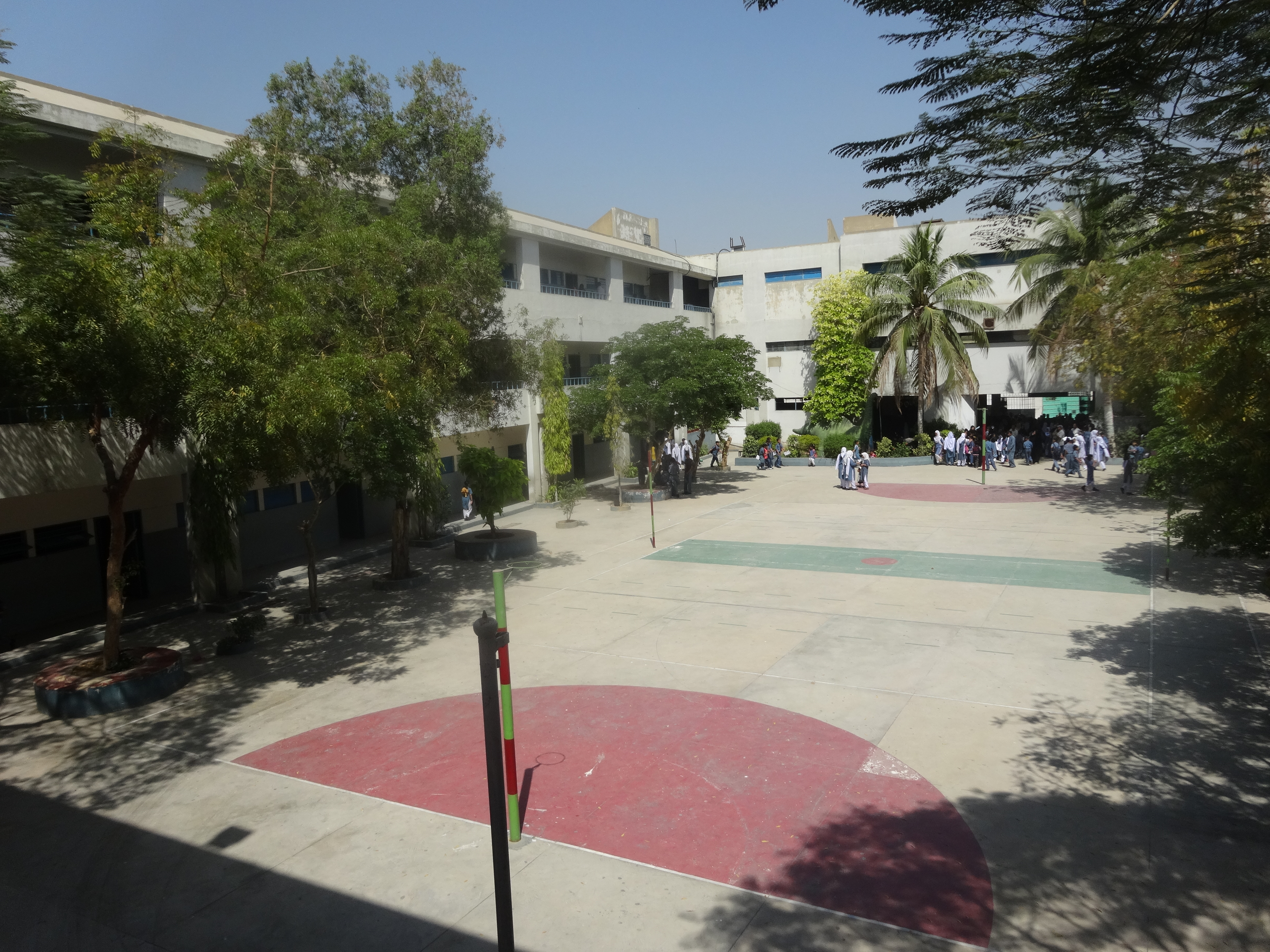
École du district.

Le district de Malir est particulièrement pauvre en comparaison avec le reste de la ville de Karachi. Il compte pourtant l'aéroport international Jinnah, l'un des plus importants du pays, et de nombreuses industries. La population peine pourtant à profiter de ces opportunités et les projets d’investissements publics ont souvent été abandonnés. De nombreux habitants vivent du crime organisé, très puissant et meurtrier dans la ville,.
Selon un classement national de la qualité de l'éducation, le district de Malir figure parmi les mieux notés du pays, avec une note de 72 sur 100 et une égalité entre filles et garçons de 88 %. Il est classé 15e sur 141 districts au niveau des résultats scolaires mais seulement 86e sur 155 au niveau de la qualité des infrastructures des établissements du primaire.

## Politique
À la suite de la réforme électorale de 2018, le district est représenté par les trois circonscriptions no 236 à 238 à l'Assemblée nationale ainsi que les cinq circonscriptions no 87 et 91 de l'Assemblée provinciale du Sind. Lors des élections législatives de 2018, elles sont toutes remportées par sept candidats du Parti du peuple pakistanais et un du Mouvement du Pakistan pour la justice.
| Parti                                       | Voix (national) | %       | Élus nationaux | Élus provinciaux |
| ------------------------------------------- | --------------- | ------- | -------------- | ---------------- |
| Parti du peuple pakistanais                 | 128 301         | 38,37 % | 2              | 5                |
| Mouvement du Pakistan pour la justice       | 76 515          | 22,89 % | 1              | 0                |
| Ligue musulmane du Pakistan (N)             | 38 113          | 11,40 % | 0              | 0                |
| Mouvement Muttahida Qaumi                   | 21 429          | 6,41 %  | 0              | 0                |
| Muttahida Majlis-e-Amal                     | 16 948          | 5,07 %  | 0              | 0                |
| Tehreek-e-Labbaik Pakistan                  | 16 243          | 4,86 %  | 0              | 0                |
| Autres partis                               | 33 392          | 9,99 %  | 0              | 0                |
| Indépendants                                | 3 136           | 0,94 %  | 0              | 0                |
| Total exprimés (participation : 45,31 %)    | 334 383         | 100 %   | 3              | 5                |
| Source : Commission électorale du Pakistan, |                 |         |                |                  |